# Donacesa miricornis
Donacesa miricornis är en fjärilsart som beskrevs av Walker 1858. Donacesa miricornis ingår i släktet Donacesa och familjen nattflyn. Inga underarter finns listade i Catalogue of Life.